# Goetz Bergander
Goetz Bergander (Pseudonym: Gottfried Paulsen) (* 12. Februar 1927 in Dresden; † 16. Mai 2013 in Berlin) war ein deutscher Journalist.

## Leben
Bergander wohnte mit seinen Eltern und zwei jüngeren Geschwistern in Langebrück und ab 1936 in Dresden, wo sein Vater Betriebsleiter der Hefefabrik Bramsch war. Ab 1937 besuchte er die Kreuzschule und wurde im Februar 1943 als Luftwaffenhelfer eingezogen.
Er studierte zunächst an der Dresdner Kunstakademie. Nach seiner Umsiedelung nach West-Berlin 1949 studierte er an der Freien Universität Berlin Kunstgeschichte und Publizistik.
Als freier Mitarbeiter für verschiedene Zeitungen und Rundfunksender war Bergander journalistisch tätig. Von 1961 bis 1991 war er beim Sender Freies Berlin in der Hauptabteilung Politik unter dem Namen Gottfried Paulsen als Redakteur und Kommentator verantwortlich für Ost-West-Fragen, später für Zeitgeschichte und Sicherheitspolitik.

## Veröffentlichungen

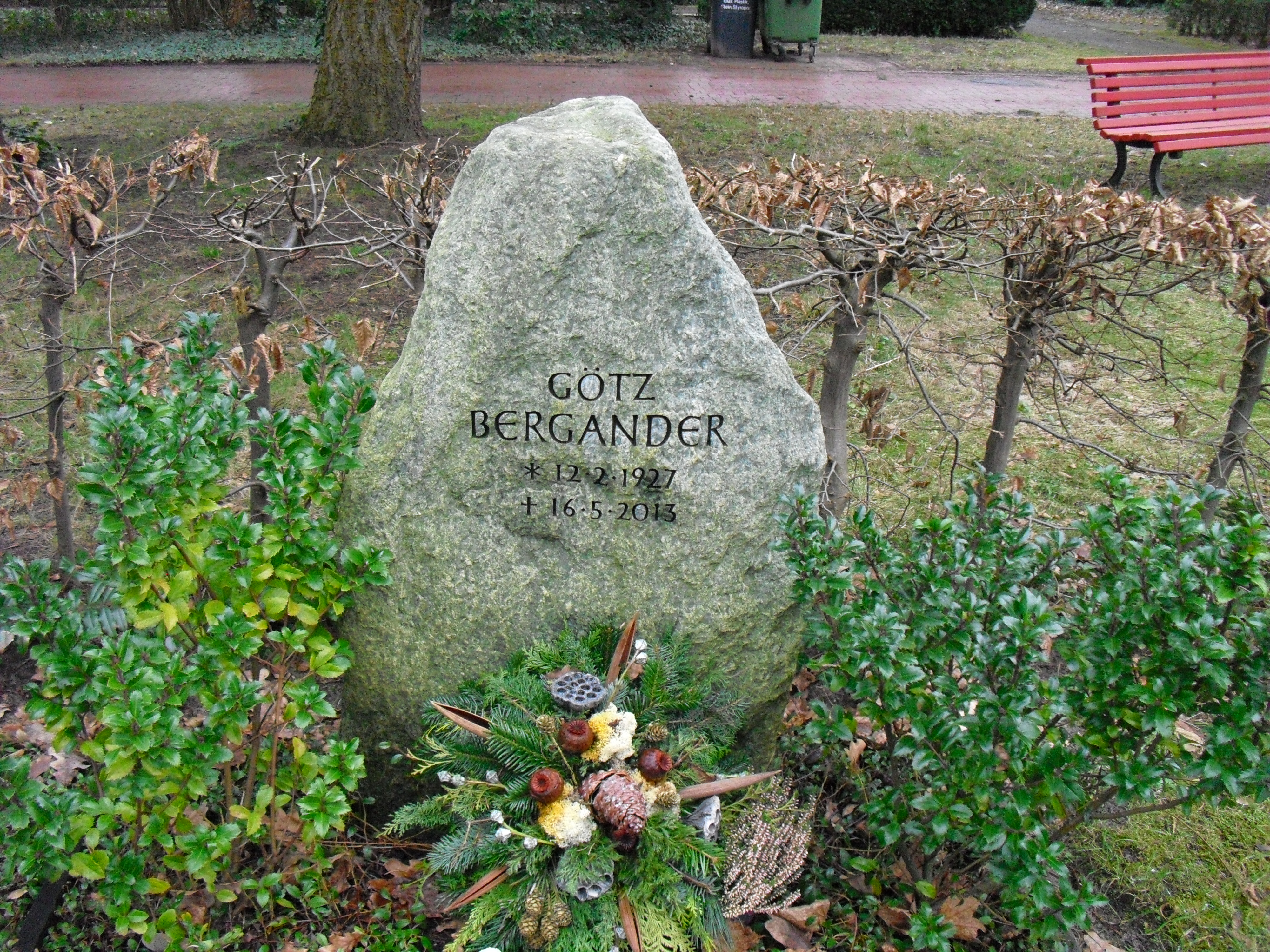
Grabstein auf dem Friedhof Steglitz

- mit Hermann Hartung: Was liest die Jugend der Sowjetzone?; 1957
- Berlin, Symphonie in Farben; Staneck, 1964
- Dresden im Luftkrieg; 1977, 2. überarb. und erw. Aufl. 1994, ISBN 3-412-10193-1
- Dresden im Luftkrieg. Vorgeschichte – Zerstörung – Folgen; Flechsig, Würzburg 1998.  ISBN 3-88189-239-7
- Kalkül und Routine: Dresdens Rolle in der britisch-amerikanischen Luftkriegsplanung (der Vortrag wurde am 6. Februar 1995 anlässlich des 50. Jahrestages der Zerstörung Dresdens im Landesamt für Denkmalpflege gehalten).
- Wahrnehmung der Luftangriffe aus der Perspektive der Bevölkerung;  In: Alliierter Bombenkrieg (2005), S. 97–108.